# Fromage à la bière
Le fromage à la bière peut désigner plusieurs types de fromages ou de préparations culinaires à base de fromage.

## Lebeer cheese
Le beer cheese (en français : fromage à la bière) est un fromage à tartiner consommé aux États-Unis, en particulier dans le Kentucky. Il s'agit généralement d'un fromage industriel à base de cheddar auquel de la bière est ajoutée pour en modifier le goût et la texture, ainsi que de l'ail et des épices (moutarde, raifort, piment...). Il en existe différentes variétés, mais la plupart ont un goût d'ail très prononcé. Le beer cheese est généralement servi avec des crackers et parfois avec des légumes crus, souvent à l'apéritif. Il aurait été préparé pour la première fois dans les années 1940 dans un restaurant du comté de Clark. Un ouvrage intégralement consacré au beer cheese a été publié en 2017 par l'université du Kentucky. 
En République tchèque, une technique similaire est utilisée pour préparer le pivní sýr.

## Autres types de fromages à la bière
La bière est utilisée dans la préparation de différents fromages, notamment par lavage régulier du fromage avec de la bière. En France, c'est le cas par exemple du vieux boulogne (Pas-de-Calais) et du bergues (Nord). Parmi les fromages de Chimay, le « à la Chimay rouge » est lavé à la bière qui lui donne son nom et son goût (ce qui le distingue des autres fromages de Chimay, non lavés à la bière).